# Stele di frontiera di Netjerkheperu

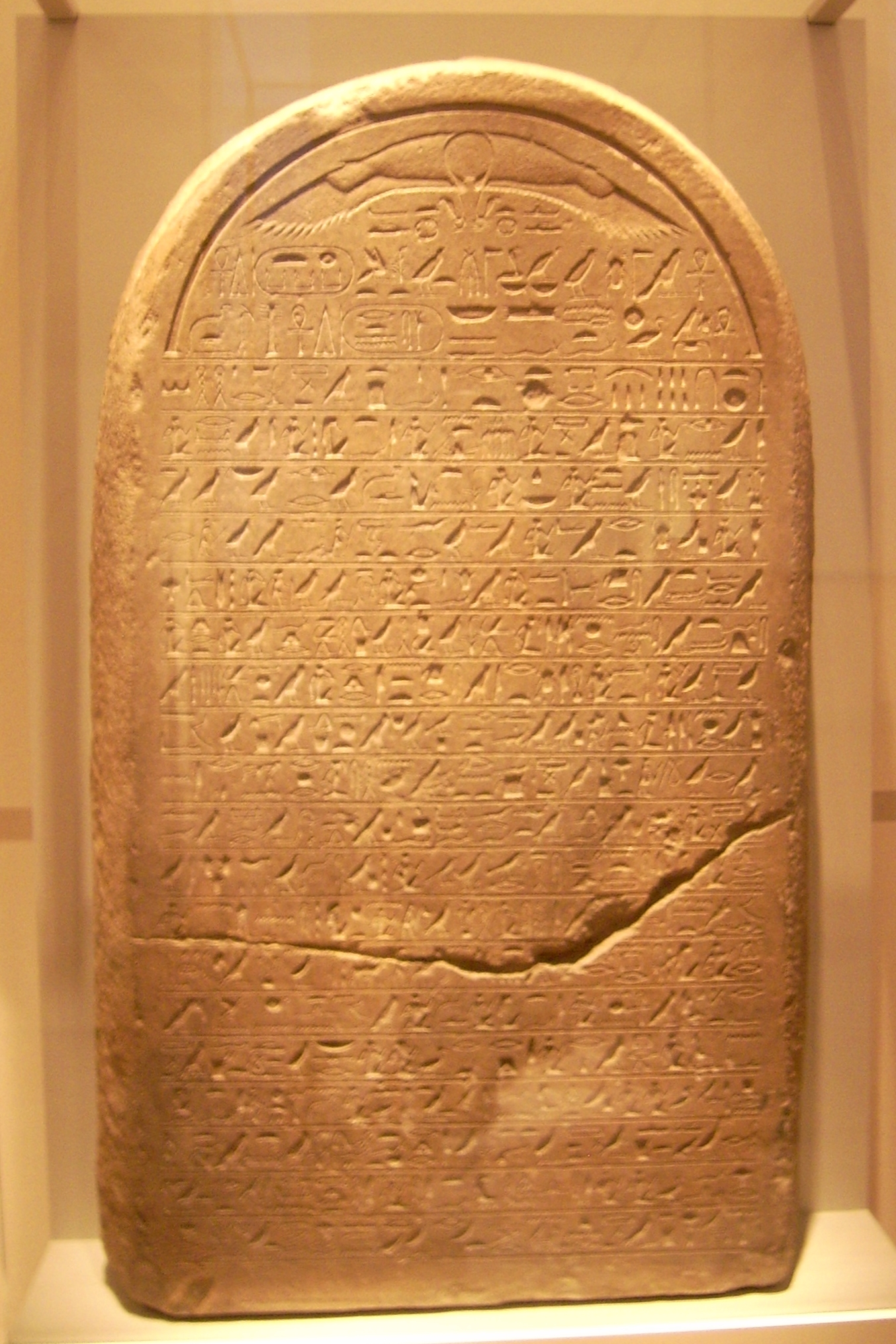
Stele di frontiera di Netjerkheperu. Museo egizio, Berlino

La Stele di frontiera è una lastra di pietra incisa in antico egizio, datata a circa il 1863 a.C., rinvenuta a Semna in Nubia, sul confine meridionale dell'Egitto.
Venne fatta scolpire da Netjerkheperu, sovrano egizio della XII dinastia noto anche come Sesostris III, per sancire lo spostamento verso sud della sfera d'influenza egizia.
Nel testo il sovrano si rivolge direttamente all'eventuale nemico o comunque a chiunque si avvicini al confine.